# Barranc de Font d'Obac
El barranc de Font d'Obac és un barranc, afluent del riu Bòssia. Discorre íntegrament pel terme de Sarroca de Bellera, al Pallars Jussà.
El barranc es forma just al sud de la Collada d'Erdo, des d'on davalla sempre cap al sud-sud-est fins a abocar-se en el riu Bòssia.
Discorre pel costat de llevant del poble de Sarroca de Bellera i a ponent del d'Erdo.